# فرنسوا ساغات

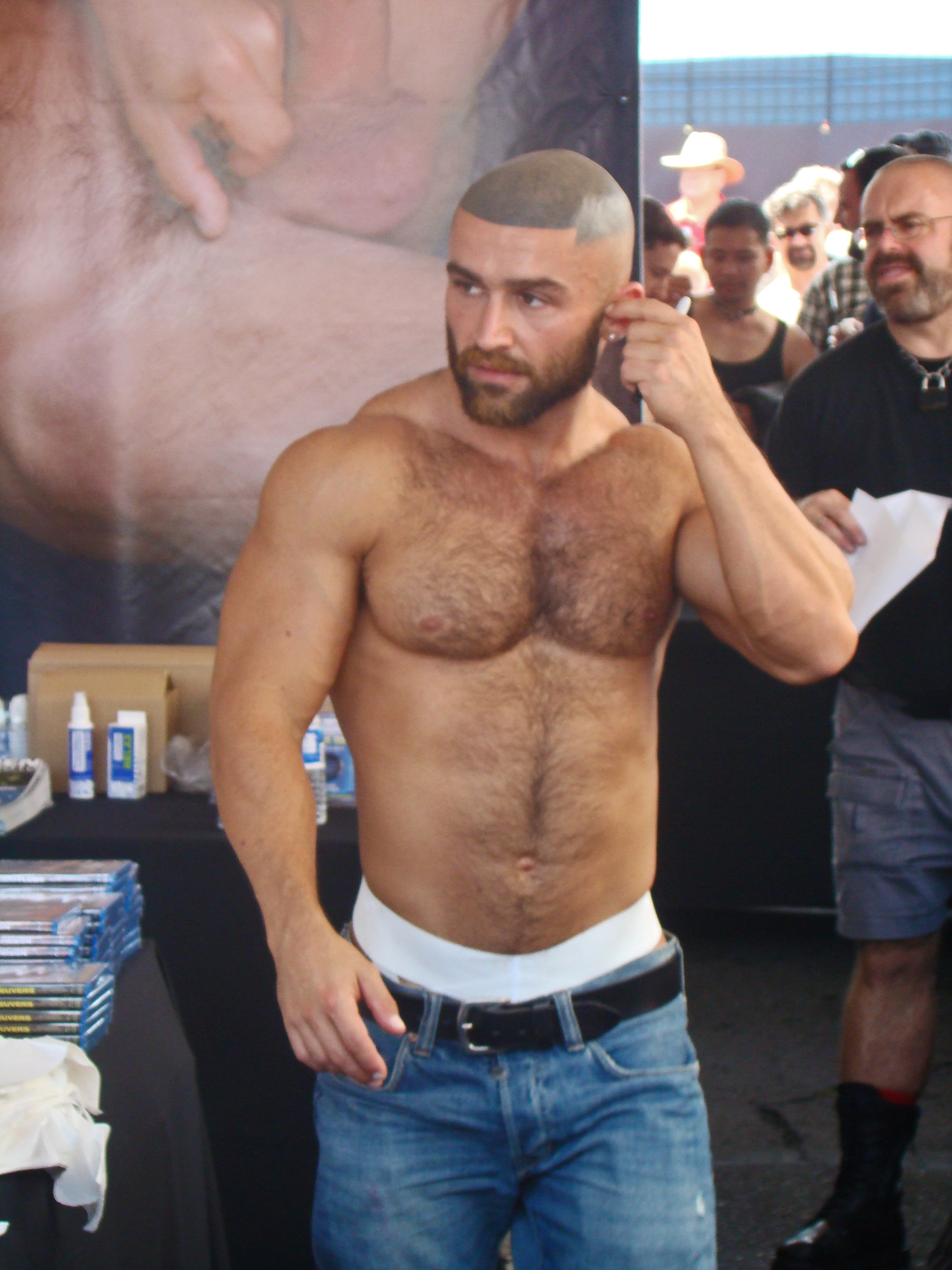
فرنسوا ساغات 2009

فرنسوا ساغات (بالأحرف اللاتينية François Sagat) مولود في 5 يونيو/حزيران 1979 في كونياك، فرنسا، هو ممثل اشتهر بعشرات الأفلام الإباحية المثلية. ساغات هو ابن عائلة فرنسية من أصول سلوفاكية. ساغات مولود في فرنسا، ومشهور بصلعه الذي يغطيه بوشم بهيئة شعر خفيف، بالإضافة إلى وشم الهلال والنجمة البارز أعلى ظهره تحت العنق وبوشم كلمة «ساغات» على يده.
يتمتع بشعبية واسعة أبعد بكثير من مشاهدي البورنو، ويعتبر شخصية أيقونية بارزة في فرنسا والعالم. في بداية حياته في السينما، مثّل تحت اسم «عز الدين» (بالفرنسية Azzedine) مع شركة Citébeur المختصة بالأفلام الخلاعية العربية والإتنية في فرنسا، قبل انتقاله إلى شركات أكثر انتشارا.
من أشهر أفلامه فيلم Arabesque وفيلم Lebanon والاثنان من عام 2006. وقد حاز على جوائز كبرى في "Gay VN Awards" لتمثيله في هذين الفيلمين.
فرنسوا ساغات مثل أيضا في عدد من أفلام الدراما والرعب غير الخلاعية مثل Homme au bain، Saw 6، L.A. Zombie، وظهر في الشريط الوثائقي La Nudité toute nue. وهو موضوع شريط وثائقي ثاني بعنوان SAGAT: The Documentary

## وصلات خارجية
- فرنسوا ساغات على موقع IMDb (الإنجليزية)
- فرنسوا ساغات على موقع ألو سيني (الفرنسية)
- فرنسوا ساغات على موقع أول موفي (الإنجليزية)
- فرنسوا ساغات على موقع قاعدة بيانات الفيلم (الإنجليزية)
- فرنسوا ساغات على موقع كينوبويسك (الروسية)
- موقع IMDb للأفلام - صفحة فرنسوا ساغات